# KNM-WT 17400
KNM-WT 17400 es el nombre de catálogo de un cráneo parcial fósil de Paranthropus boisei, de una antigüedad de 1,77 millones de años, descrito en 1988 por R. Leakey y A. Walker.
Las iniciales KNM del nombre corresponden a Kenya National Museum (ahora conocido como National Museums of Kenya) y WT al yacimiento paleontológico del oeste del lago Turkana, West [lago] Turkana.

## Descripción
El fósil es un cráneo parcial que incluye el maxilar y gran parte de la dentición, y el molde endocraneal, siendo una de las caras mejor conservadas, después de OH 5, dentro de la especie.
La capacidad craneal se le ha calculado entre 390 y 400 cm³.
El espécimen corresponde a un individuo al final de la juventud o a un adulto joven ya que los terceros molares se encuentran sin haber completado la erupción. Es muy probable que pertenezca a una hembra.